# Saul Lieberman

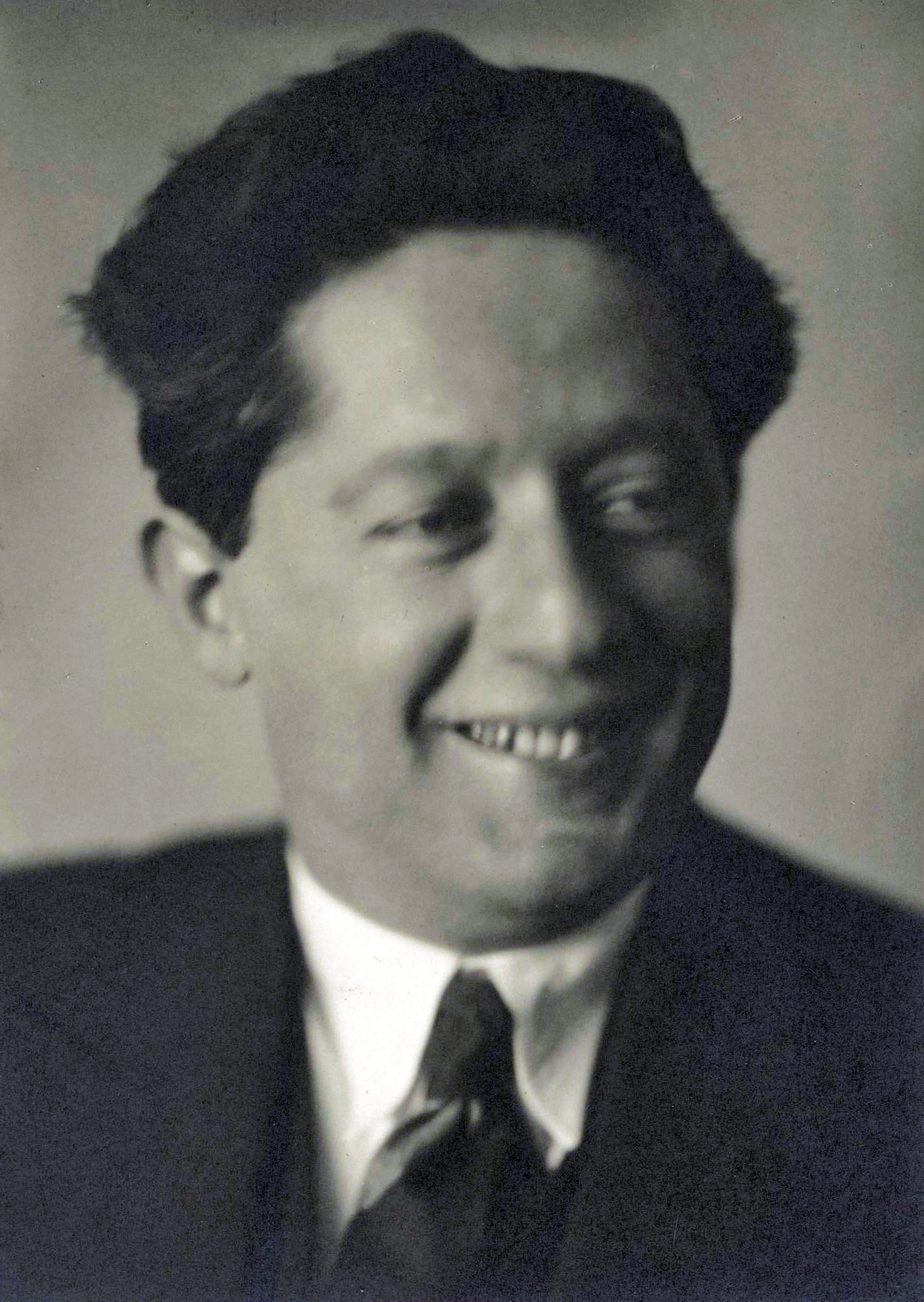
Saul Lieberman (1936)

Saul Lieberman (geboren 28. Mai 1898 in Motal; gestorben 23. März 1983 in der Nähe von Jerusalem) war ein US-amerikanischer Rabbiner und Talmudist russischer und israelischer Herkunft.

## Leben
Saul Lieberman wurde 1898 als Sohn des Gelehrten Moshe Liebermanin Mortal und Liba Katzenellenbogen-Epstein im Russischen Kaiserreich (heutiges Weißrussland) geboren. Er studierte an der Jeschiwa in Kaunas und wurde 1916 ordiniert. In den 1920er Jahren begann er Medizin- und Lateinstudien an der Nationalen Taras-Schewtschenko-Universität Kiew, unterbrochen von einem Aufenthalt in Palästina und weiteren Studien in Frankreich.
1928 ging er nach Jerusalem, wo er ein Studium der Philologie und der Griechischen Sprache und Literatur an der Hebräischen Universität Jerusalem (Master of Arts) absolvierte. 1931 wurde er Talmudlehrer am dortigen Harry Fischel Institute for Talmudic Research in Jerusalem, das er von 1935 bis 1940 leitete. Außerdem unterrichtete er am Mizrachi Teachers Seminary in Jerusalem.
1940 wurde er in die USA eingeladen, wo er Professor of Palestinian Literature and Institutions an der Rabbinical School of the Jewish Theological Seminary (JTSA) in New York wurde. 1949 ernannte man ihn zum Dekan und 1958 zum Rektor des JTSA. 1971 wurde er Distinguished Service Professor of Talmud.
Außerdem war er langjährig Präsident der American Academy for Jewish Research, Ehrenmitglied der Akademie für die hebräische Sprache sowie Fellow der American Academy of Arts and Sciences (1963) und seit 1969 Mitglied der Israelischen Akademie der Wissenschaften.
Saul Lieberman war mit Judith Berlin Lieberman verheiratet (1904–1978), einer Tochter des Rabbiners Meir Bar-Ilan, die lange der Shulamith School for Girls in New York vorstand. Lieberman verstarb während eines Fluges aus den USA nach Israel.

## Lieberman Clause
Die nach Lieberman benannte „Liebermann Clause“ im jüdischen Ehevertrag (Ketubba) sieht vor, dass sich im Falle einer Scheidung mit Hindernissen die Ehepartner einem Rabbinatsgericht (Beth Din) unterwerfen. Sie wurde in den 1954 von konservativen Rabbinical Assembly of America eingeführt und 1983 vom New York Court of Appeals bestätigt.

## Auszeichnungen
- 1957: Bialik-Preis
- 1971: Israel-Preis
- 1976: Harvey-Preis

## Schriften (Auswahl)
- Al ha-Yerushalmi (1929)
- Talmudahshel Keisaryah (1931)
- Ha-Yerushalmi ki-Feshuto (1934)
- Tosefet Rishonim (4 Bände, 1936–1939)
- Sheki'in (1939)
- Midreshei Teiman (1940)
- Greek in Jewish Palestine (1942)
- Hilkhot ha-Yerushalmi (1947)
- Hellenism in Jewish Palestine (1950)
- Tosefta ki-Feshutah (15 Bände (3 postum), 1955–1988)
- Sifrei Zuta (1968)